# جيرهارد بريمر
جيرهارد بريمر (بالألمانية: Gerhard Bremer)‏ هو ضابط ألماني، ولد في 25 يوليو 1917 في Gandersheim ‏ في ألمانيا، وتوفي في 29 أكتوبر 1989 في لقنت في إسبانيا.